# Cueva de Pan
La Cueva de Pan es un santuario griego  dedicado a Pan y las  ninfas en la ladera noroeste de la Acrópolis de Atenas.

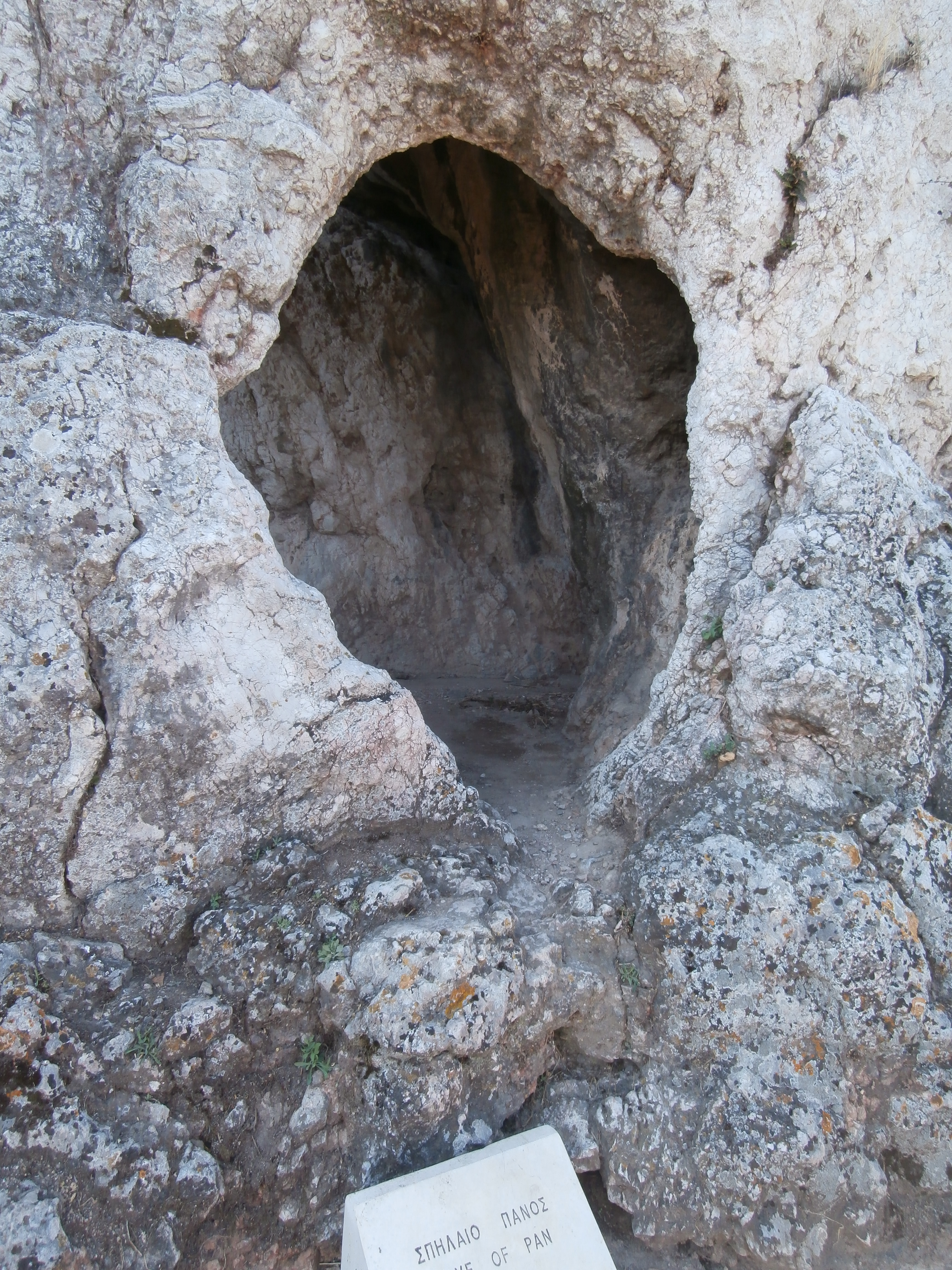
Boca de la cueva.

El santuario consta en realidad de tres pequeñas cuevas, todas ellas dedicadas al culto de Pan y las ninfas. El culto a Pan llegó a Atenas tras la batalla de Maratón en el 490 a. C., ya que se creía que Pan había ayudado a los atenienses en la batalla causando pánico entre los aqueménidas con sus gritos. Las cuevas posiblemente contenían una estatua de Pan y se utilizaban para llevar ofrendas votivas a Pan y a las ninfas. Se excavaron pequeños huecos en la roca para las esculturas.
Aparece en la comedia Lisístrata de Aristófanes 
Durante el periodo cristiano, la cueva se convirtió en una capilla dedicada a Atanasio de Alejandría, pero fue abandonada durante el Imperio otomano. En el siglo XIX, el lugar se reabrió y se dedicó a San Alaniaris. La cueva permaneció en uso eclesiástico hasta la década de 1930, cuando se convirtió en yacimiento arqueológico.